# Ricardo Fuller
Ricardo Dwayne Fuller (født 31. oktober 1979 i Kingston, Jamaica) er en jamaikansk tidligere fodboldspiller. Han spillede i karrieren blandt andet for Crystal Palace, Hearts, Preston North End, Portsmouth, Southampton og Ipswich Town. Han nåede desuden 77 kampe og ti scoringer for Jamaicas landshold.